# Liste von Burgen, Schlössern und Festungen im Département Sarthe
Die Liste von Burgen, Schlössern und Festungen im Département Sarthe listet bestehende und abgegangene Anlagen im Département Sarthe auf. Das Département zählt zur Region Pays de la Loire in Frankreich.

Wappen des Départements Sarthe (72)
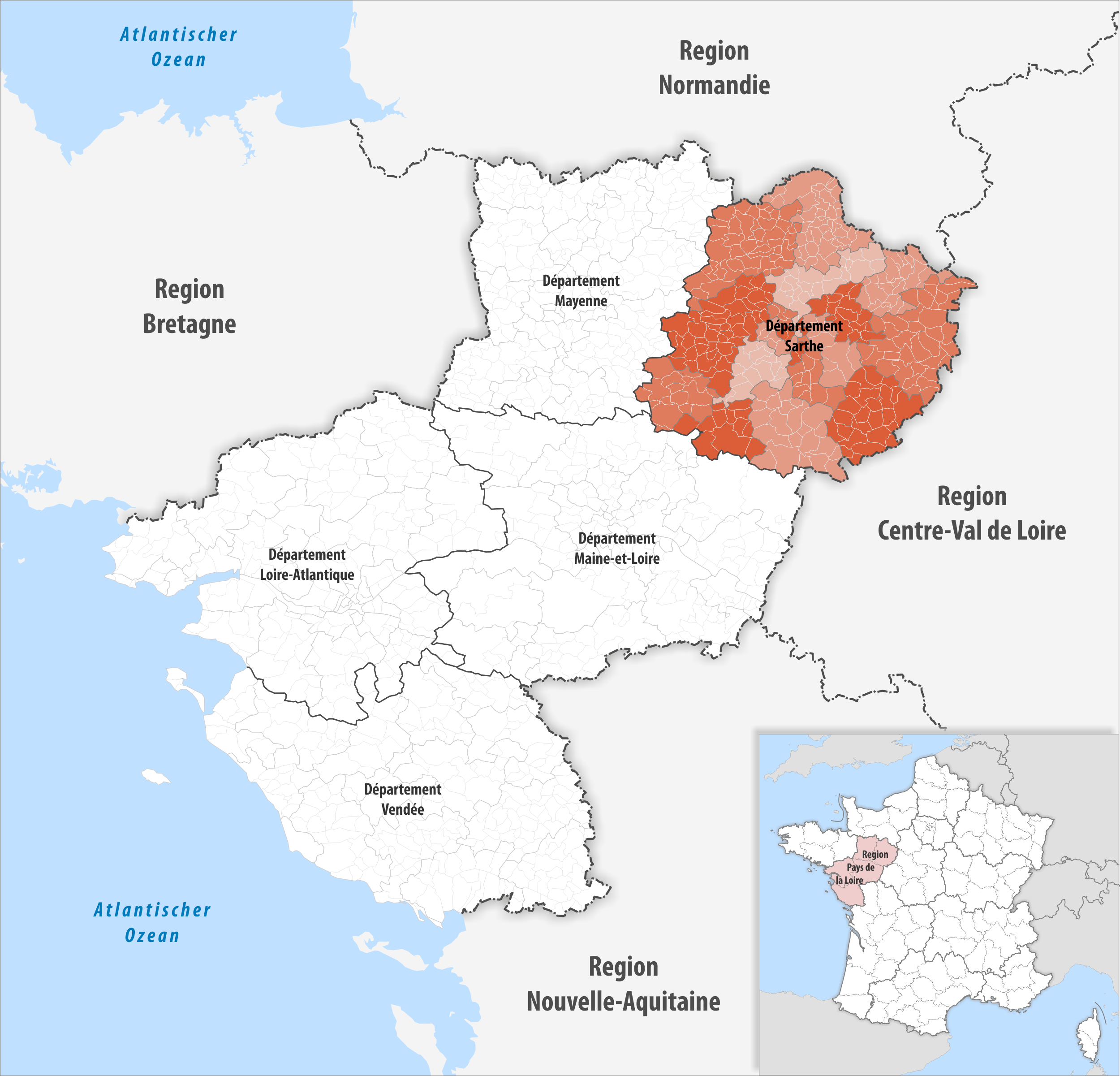
Lage des Départements Sarthe in der Region Pays de la Loire
Lage der Region Pays de la Loire in Frankreich

## Liste
Bestand am 1. November 2022: 126
| Name deu / fra                                                  | Gemeinde / Lage                                | Typ (Untertyp)          | Bemerkungen | Bild |
| --------------------------------------------------------------- | ---------------------------------------------- | ----------------------- | --- | ---- |
| Schloss Aillières Château d'Aillières                           | Aillières-Beauvoir 48,40309° N, 0,324323° O    | Schloss                 | |      |
| Schloss Ambrières Château d'Ambrières                           | Bazouges-sur-le-Loir 47,705352° N, 0,151681° W | Schloss                 | |      |
| Schloss Ardenay Château d'Ardenay                               | Ardenay-sur-Mérize 47,991496° N, 0,432437° O   | Schloss                 | |      |
| Schloss Les Aulnays Château des Aulnays                         | Torcé-en-Vallée 48,119286° N, 0,384951° O      | Schloss                 | |      |
| Schloss L’Aunay Château de l'Aunay (Manoir de la Grand' Maison) | Lombron 48,08447° N, 0,407333° O               | Schloss                 | |      |
| Burg Ballon Château de Ballon                                   | Ballon                                         | Burg                    | |      |
| Schloss La Balluère Château de la Balluère                      | Pirmil                                         | Schloss                 | |      |
| Schloss La Barbée Château de la Barbée                          | Bazouges-sur-le-Loir                           | Schloss                 | |      |
| Schloss La Barre Château de la Barre                            | Conflans-sur-Anille                            | Schloss                 | |      |
| Schloss Bazouges Château de Bazouges                            | Bazouges-sur-le-Loir 47,687406° N, 0,166715° W | Schloss                 | |      |
| Herrenhaus Beaucé Manoir de Beaucé                              | Solesmes                                       | Schloss (Herrenhaus)    | |      |
| Burg Beaumont-sur-Sarthe Château de Beaumont-sur-Sarthe         | Beaumont-sur-Sarthe                            | Burg                    | Ruine |      |
| Herrenhaus La Béchuère Manoir de la Béchuère                    | Saint-Gervais-de-Vic                           | Schloss (Herrenhaus)    | |      |
| Schloss Bellefille Château de Bellefille                        | Chemiré-le-Gaudin                              | Schloss                 | |      |
| Schloss Bénéhard Château de Bénéhard                            | Chahaignes                                     | Schloss                 | |      |
| Schloss Bezonnais Château de Bezonnais                          | Écommoy                                        | Schloss                 | |      |
| Schloss Boisdoublé Château Boisdoublé                           | Sillé-le-Philippe                              | Schloss                 | |      |
| Schloss La Boissière Château de la Boissière                    | Écommoy                                        | Schloss                 | |      |
| Schloss Bonnétable Château de Bonnétable                        | Bonnétable                                     | Schloss                 | |      |
| Schloss Les Bordeaux Château des Bordeaux                       | Amné                                           | Schloss                 | |      |
| Schloss La Bretonnière Château de la Bretonnière                | Domfront-en-Champagne                          | Schloss                 | |      |
| Schloss Brusson Château de Brusson                              | Soulitré                                       | Schloss                 | |      |
| Schloss Les Carmes Château des Carmes                           | La Flèche                                      | Schloss                 | |      |
| Schloss Chanteloup Château de Chanteloup                        | Sillé-le-Philippe                              | Schloss                 | |      |
| Schloss Chanteloup Château de Chanteloup                        | Vallon-sur-Gée                                 | Schloss                 | |      |
| Schloss La Châtaigneraie Château de la Châtaigneraie            | La Chapelle-aux-Choux                          | Schloss                 | |      |
| Schloss Chérigny Château de Chérigny                            | Chenu                                          | Schloss                 | |      |
| Herrenhaus La Chevallerie Manoir de la Chevallerie              | Sainte-Cérotte                                 | Schloss (Herrenhaus)    | |      |
| Herrenhaus Les Claies Manoir des Claies                         | Asnières-sur-Vègre                             | Schloss (Herrenhaus)    | |      |
| Herrenhaus La Corbinière Manoir de la Corbinière                | Bazouges-sur-le-Loir                           | Schloss (Herrenhaus)    | |      |
| Herrenhaus Couesmes Manoir de Couesmes                          | Ancinnes                                       | Schloss (Herrenhaus)    | |      |
| Schloss Coulans Château de Coulans                              | Coulans-sur-Gée                                | Schloss                 | |      |
| Schloss Coulennes Château de Coulennes                          | Loué                                           | Schloss                 | |      |
| Herrenhaus La Cour Manoir de la Cour                            | Coudrecieux                                    | Schloss (Herrenhaus)    | |      |
| Schloss Courbomer Château de Courbomer                          | Monhoudou                                      | Schloss                 | |      |
| Schloss Courmenant Château de Courmenant                        | Rouez-en-Champagne                             | Schloss                 | |      |
| Schloss Courtanvaux Château de Courtanvaux                      | Bessé-sur-Braye                                | Schloss                 | |      |
| Schloss Courtilloles Château de Courtilloles                    | Saint-Rigomer-des-Bois                         | Schloss                 | |      |
| Schloss Courvalain Château de Courvalain                        | La Chapelle-Saint-Rémy                         | Schloss                 | |      |
| Schloss Créans Château de Créans                                | Clermont-Créans                                | Schloss                 | |      |
| Schloss Dehault Château de Dehault                              | Dehault                                        | Schloss                 | |      |
| Schloss Dobert Château de Dobert                                | Avoise                                         | Schloss                 | |      |
| Schloss Le Doussay Château du Doussay                           | La Flèche                                      | Schloss                 | |      |
| Herrenhaus L’Échenay Manoir de l'Échenay                        | Assé-le-Boisne                                 | Schloss (Herrenhaus)    | |      |
| Schloss Eporcé Château d'Eporcé                                 | La Quinte                                      | Schloss                 | |      |
| Schloss Les Étangs Château des Étangs                           | Saint-Vincent-du-Lorouër                       | Schloss                 | |      |
| Herrenhaus La Faverie Manoir de la Faverie                      | Beaumont-Pied-de-Bœuf (Sarthe)                 | Schloss (Herrenhaus)    | |      |
| Schloss La Flotte Château de La Flotte                          | Lavenay                                        | Schloss                 | |      |
| Herrenhaus Le Follet Manoir du Follet                           | Saint-Pierre-du-Lorouër                        | Schloss (Herrenhaus)    | |      |
| Schloss Les Fontaines Château des Fontaines                     | Bazouges-sur-le-Loir                           | Schloss                 | |      |
| Schloss Fontenaille Château de Fontenaille                      | Écommoy                                        | Schloss                 | |      |
| Schloss La Forêterie Château de la Forêterie                    | Allonnes                                       | Schloss                 | |      |
| Schloss Le Fort-des-Salles Château du Fort-des-Salles           | Mayet                                          | Schloss                 | |      |
| Schloss Fresnay-sur-Sarthe Château de Fresnay-sur-Sarthe        | Fresnay-sur-Sarthe                             | Schloss                 | |      |
| Schloss Gallerande Château de Gallerande                        | Luché-Pringé                                   | Schloss                 | |      |
| Herrenhaus Gautret Manoir de Gautret                            | Sablé-sur-Sarthe                               | Schloss (Herrenhaus)    | |      |
| Herrenhaus La Giraudière Manoir de la Giraudière                | La Chapelle-aux-Choux                          | Schloss (Herrenhaus)    | |      |
| Schloss La Grifferie Château de la Grifferie                    | Luché-Pringé                                   | Schloss                 | |      |
| Schloss Les Gringuenières Château des Gringuenières             | La Chapelle-d’Aligné                           | Schloss                 | |      |
| Schloss La Groirie Château de la Groirie                        | Trangé                                         | Schloss                 | |      |
| Schloss Le Gros Chesnay Château du Gros Chesnay                 | Fillé                                          | Schloss                 | |      |
| Herrenhaus Guiberne Manoir de Guiberne                          | Vallon-sur-Gée                                 | Schloss (Herrenhaus)    | |      |
| Herrenhaus L’Habit Manoir de l'Habit                            | Domfront-en-Champagne                          | Schloss (Herrenhaus)    | |      |
| Schloss Le Haut-Buisson Château du Haut-Buisson                 | Cherré                                         | Schloss                 | |      |
| Schloss Le Haut-Rasné Château du Haut-Rasné                     | Chahaignes                                     | Schloss                 | |      |
| Schloss Les Hunaudières Château des Hunaudières                 | Mulsanne                                       | Schloss                 | |      |
| Schloss La Jaille Château de la Jaille                          | Chahaignes                                     | Schloss                 | |      |
| Schloss La Jatterie Logis de la Jatterie                        | Connerré                                       | Schloss (Logis)         | |      |
| Schloss Lassay Château de Lassay                                | Saint-Michel-de-Chavaignes                     | Schloss                 | |      |
| Schloss Lauresse Château de Lauresse                            | Lombron                                        | Schloss                 | |      |
| Herrenhaus Linthe Manoir de Linthe                              | Saint-Léonard-des-Bois                         | Schloss (Herrenhaus)    | |      |
| Schloss Lorrière Château de Lorrière                            | Dissé-sous-le-Lude                             | Schloss                 | |      |
| Schloss Le Luart Château du Luart                               | Le Luart                                       | Schloss                 | |      |
| Schloss Lucé Château de Lucé                                    | Le Grand-Lucé                                  | Schloss                 | |      |
| Schloss Le Lude Château du Lude                                 | Le Lude                                        | Schloss                 | |      |
| Palast der Grafen von Maine Palais des comtes du Maine          | Le Mans                                        | Schloss (Palais)        | |      |
| Schloss La Maison Rouge Château de la Maison Rouge              | La Bruère-sur-Loir                             | Schloss                 | |      |
| Schloss Malicorne Château de Malicorne                          | Malicorne-sur-Sarthe                           | Schloss                 | |      |
| Burg Le Mans Château du Mans                                    | Le Mans                                        | Burg (Stadtbefestigung) | Von der mittelalterlichen und teilweise sogar noch römischen Stadtbefestigung sind nur geringe Reste erhalten. |      |
| Schloss Martigné Château de Martigné                            | Avessé                                         | Schloss                 | |      |
| Schloss Le Maurier Château du Maurier                           | La Fontaine-Saint-Martin                       | Schloss                 | |      |
| Schloss Milon Château de Milon                                  | Amné                                           | Schloss                 | Abgegangen |      |
| Schloss Montbraye Château de Montbraye                          | Parigné-l’Évêque                               | Schloss                 | |      |
| Schloss Montertreau Château de Montertreau                      | Parigné-le-Pôlin                               | Schloss                 | |      |
| Schloss Montfort-le-Rotrou Château de Montfort-le-Rotrou        | Montfort-le-Gesnois                            | Schloss                 | |      |
| Schloss Montmirail Château de Montmirail                        | Montmirail                                     | Schloss                 | |      |
| Schloss Moulinvieux Château de Moulinvieux                      | Asnières-sur-Vègre                             | Schloss                 | |      |
| Schloss Moullins Logis de Moullins                              | Saint-Rémy-du-Val                              | Schloss (Logis)         | |      |
| Schloss Nauvay Château de Nauvay                                | Nauvay                                         | Schloss                 | |      |
| Schloss Oyré Château d'Oyré                                     | Clermont-Créans                                | Schloss                 | |      |
| Herrenhaus Pantigné Manoir de Pantigné                          | Auvers-le-Hamon                                | Schloss (Herrenhaus)    | |      |
| Schloss Passay Château de Passay                                | Sillé-le-Philippe                              | Schloss                 | |      |
| Schloss Le Paty Château du Paty                                 | Chenu                                          | Schloss                 | |      |
| Schloss Les Perrais Château des Perrais                         | Parigné-le-Pôlin                               | Schloss                 | |      |
| Herrenhaus Le Perray Manoir du Perray                           | La Chapelle-aux-Choux                          | Schloss (Herrenhaus)    | |      |
| Herrenhaus La Perrine de Cry Manoir de la Perrine de Cry        | Avoise                                         | Schloss (Herrenhaus)    | |      |
| Schloss Perrochel Château de Perrochel                          | Saint-Aubin-de-Locquenay                       | Schloss                 | |      |
| Herrenhaus Le Petit-Béru Manoir du Petit-Béru                   | Vallon-sur-Gée                                 | Schloss (Herrenhaus)    | |      |
| Schloss Le Petit-Perray Château du Petit-Perray                 | Vaas                                           | Schloss                 | |      |
| Herrenhaus La Pierre Manoir de la Pierre                        | Coudrecieux                                    | Schloss (Herrenhaus)    | |      |
| Schloss La Pierre Château de la Pierre                          | Coudrecieux                                    | Schloss                 | |      |
| Herrenhaus La Poissonnière Manoir de la Poissonnière            | Saint-Ouen-en-Belin                            | Schloss (Herrenhaus)    | |      |
| Schloss Poncé Château de Poncé                                  | Poncé-sur-le-Loir                              | Schloss                 | |      |
| Schloss La Prousterie Château de la Prousterie                  | Avezé                                          | Schloss                 | |      |
| Schloss La Roche Breslay Château de la Roche Breslay            | Soulitré                                       | Schloss                 | |      |
| Schloss La Roche-Mailly Château de la Roche-Mailly              | Requeil                                        | Schloss                 | |      |
| Schloss Rouge Château Rouge                                     | Écommoy                                        | Schloss                 | |      |
| Herrenhaus Rousson Manoir de Rousson                            | Parcé-sur-Sarthe                               | Schloss (Herrenhaus)    | |      |
| Schloss Sablé Château de Sablé                                  | Sablé-sur-Sarthe                               | Schloss                 | |      |
| Schloss Saint-Aignan Château de Saint-Aignan                    | Saint-Aignan                                   | Schloss                 | |      |
| Schloss Saint-Paterne Château de Saint-Paterne                  | Saint-Paterne                                  | Schloss                 | |      |
| Schloss Les Salles Château des Salles                           | Mayet                                          | Schloss                 | |      |
| Herrenhaus Sarceau Manoir de Sarceau                            | Sarcé                                          | Schloss (Herrenhaus)    | |      |
| Schloss La Sauvagère Château de la Sauvagère                    | Chemiré-le-Gaudin                              | Schloss                 | |      |
| Schloss Semur-en-Vallon Château de Semur-en-Vallon              | Semur-en-Vallon                                | Schloss                 | |      |
| Schloss Sillé Château de Sillé                                  | Sillé-le-Guillaume                             | Schloss                 | |      |
| Schloss Sourches Château de Sourches                            | Saint-Symphorien                               | Schloss                 | |      |
| Herrenhaus Valaubrun Manoir de Valaubrun                        | Domfront-en-Champagne                          | Schloss (Herrenhaus)    | |      |
| Schloss Le Vau Château du Vau                                   | Sainte-Cérotte                                 | Schloss                 | |      |
| Schloss Vaulogé Château de Vaulogé                              | Fercé-sur-Sarthe                               | Schloss                 | |      |
| Herrenhaus Venevelles Manoir de Venevelles                      | Luché-Pringé                                   | Schloss (Herrenhaus)    | |      |
| Burg Verdelles Château de Verdelles                             | Poillé-sur-Vègre                               | Burg                    | |      |
| Herrenhaus Verdigné Manoir de Verdigné                          | Avesnes-en-Saosnois                            | Schloss (Herrenhaus)    | |      |
| Schloss Villaines Château de Villaines                          | Louplande                                      | Schloss                 | |      |
| Schloss Viré Château de Viré                                    | Viré-en-Champagne                              | Schloss                 | |      |
| Herrenhaus Vrigné Manoir de Vrigné                              | Juigné-sur-Sarthe                              | Schloss (Herrenhaus)    | |      |